# Volyně
Volyně [ˈvɔlɪɲɛ] (deutsch Wolin) ist eine Stadt in Tschechien. Sie liegt 10 Kilometer südlich von Strakonice und bezeichnet sich als „Tor zum Böhmerwald“ (brána Šumavy).

## Geographie

### Geographische Lage

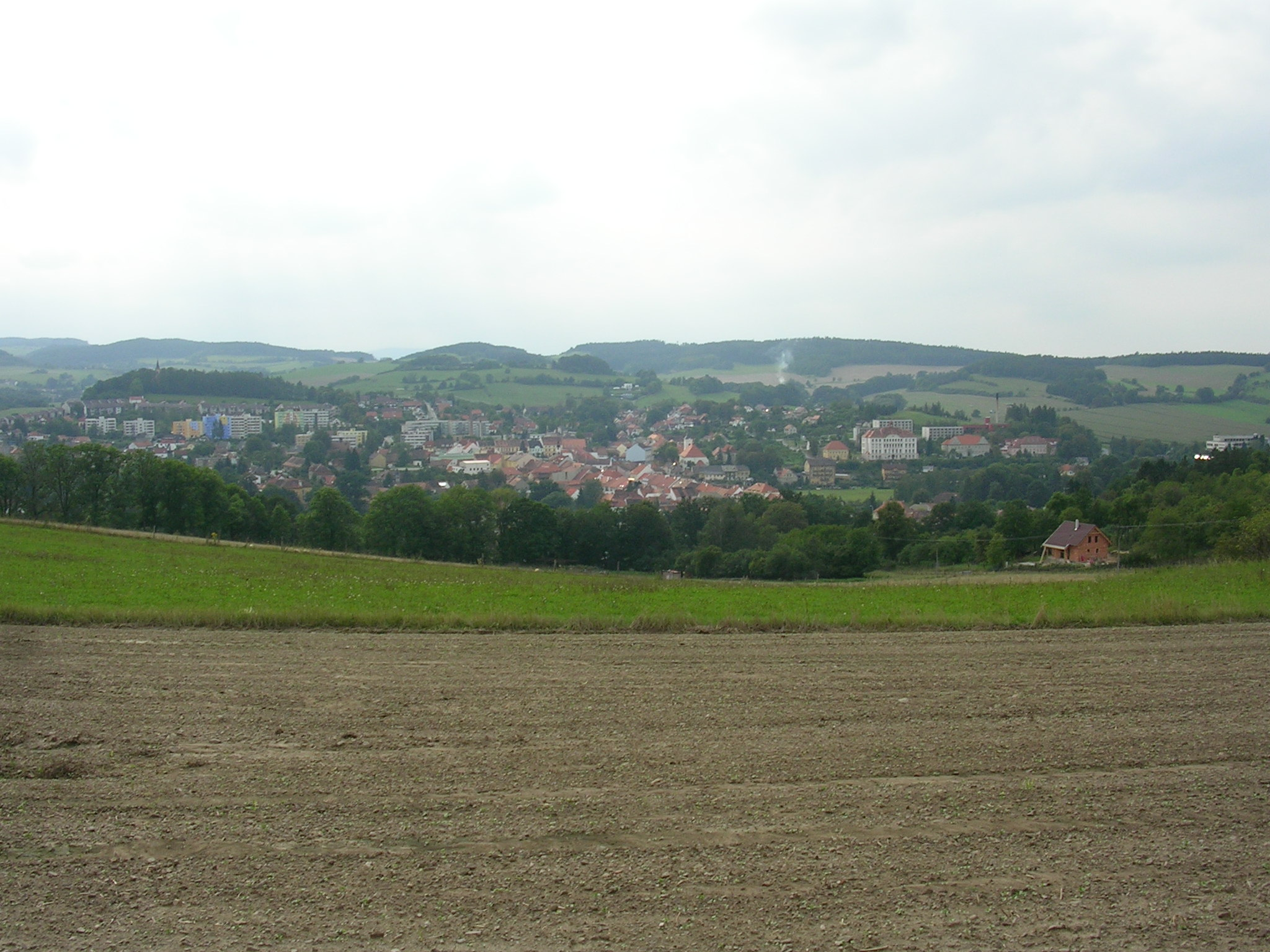
Blick auf Volyně

Durch die Stadt an der Volyňka führt die Staatsstraße Silnice I/4 zwischen Strakonice und der bayerischen Grenze bei Philippsreut.

### Gemeindegliederung
Zu Volyně gehören die Ortsteile Černětice (Tschernetitz), Račí (Ratschi), Starov (Starau) und Zechovice (Sechowitz).

### Nachbargemeinden
Nachbarorte sind Němětice, Přechovice und Hoštice im Norden, Milejovice im Nordosten, Neuslužice und Litochovice im Osten, Nišovice im Süden, Zechovice und Doubravice u Volyně im Westen sowie Nihošovice im Nordwesten.

## Geschichte
Die erste urkundliche Erwähnung von Volyně stammt aus dem Jahre 1271. Durch das Prager Domkapitel wurden dem Ort im Jahre 1299 Stadtrechte verliehen. Die Stadtbefestigungsanlagen und die Pfarrkirche entstanden 1327. Im 15. Jahrhundert führte Volyně wegen des Salztransportes und Mauteinnahmen eine erfolgreiche Fehde mit der Königsstadt Písek. Auf dem Hügel Malsička entstand 1618 die Kirche der Verklärung des Herrn, eine Hallenkirche im Renaissancestil.
In Wolin bestand eine größere jüdische Gemeinde. Nach der Ablösung des Patrimonialherrschaften wurde die Stadt 1850 Sitz eines Gerichtsbezirkes. 1893 wurde die Eisenbahn von Strakonitz nach Winterberg eingeweiht.

## Kultur und Sehenswürdigkeiten

### Museen
Das Stadtmuseum (městské muzeum) und Kulturzentrum befindet sich an der Školní 744.

### Bauwerke

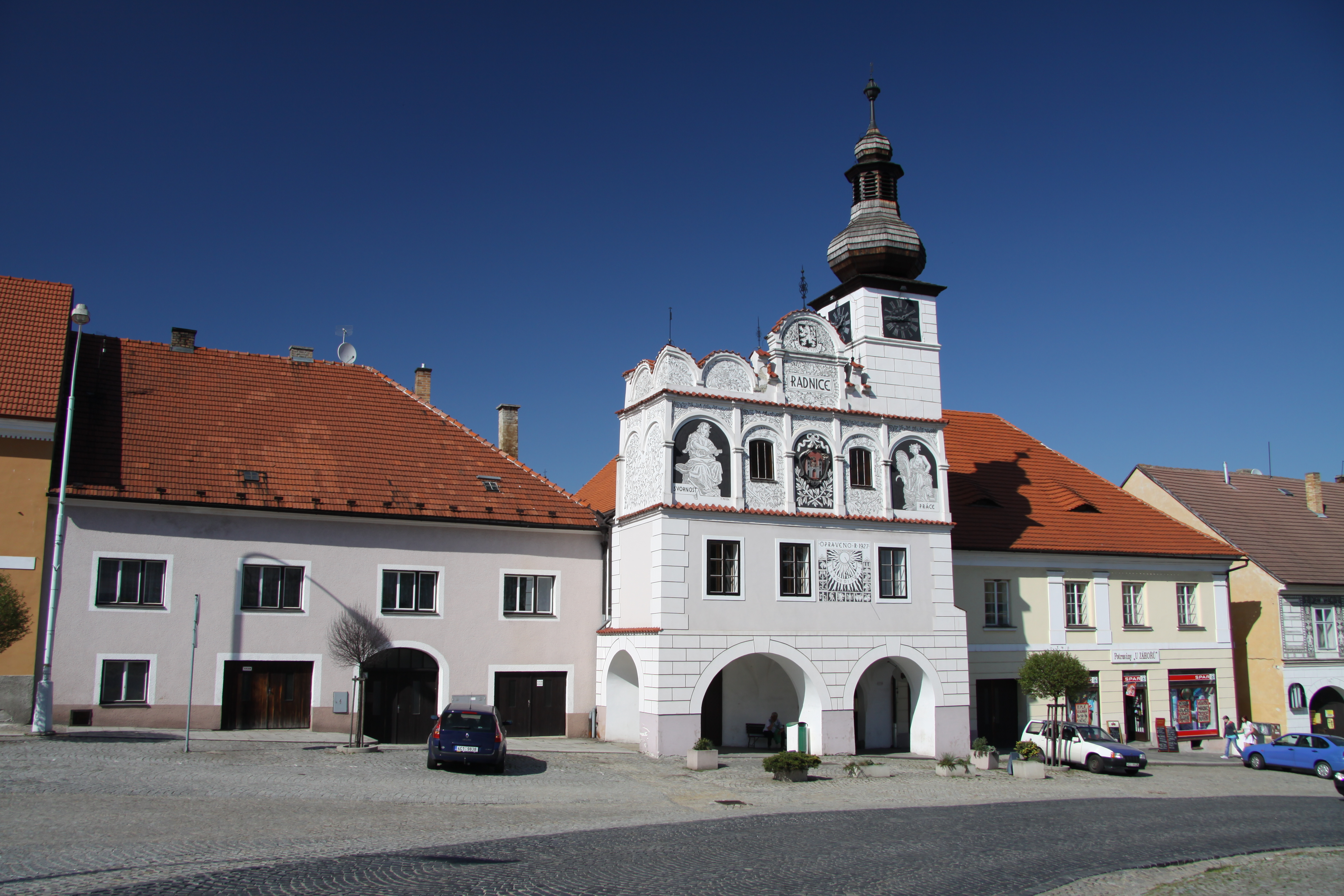
Rathaus in Volyně

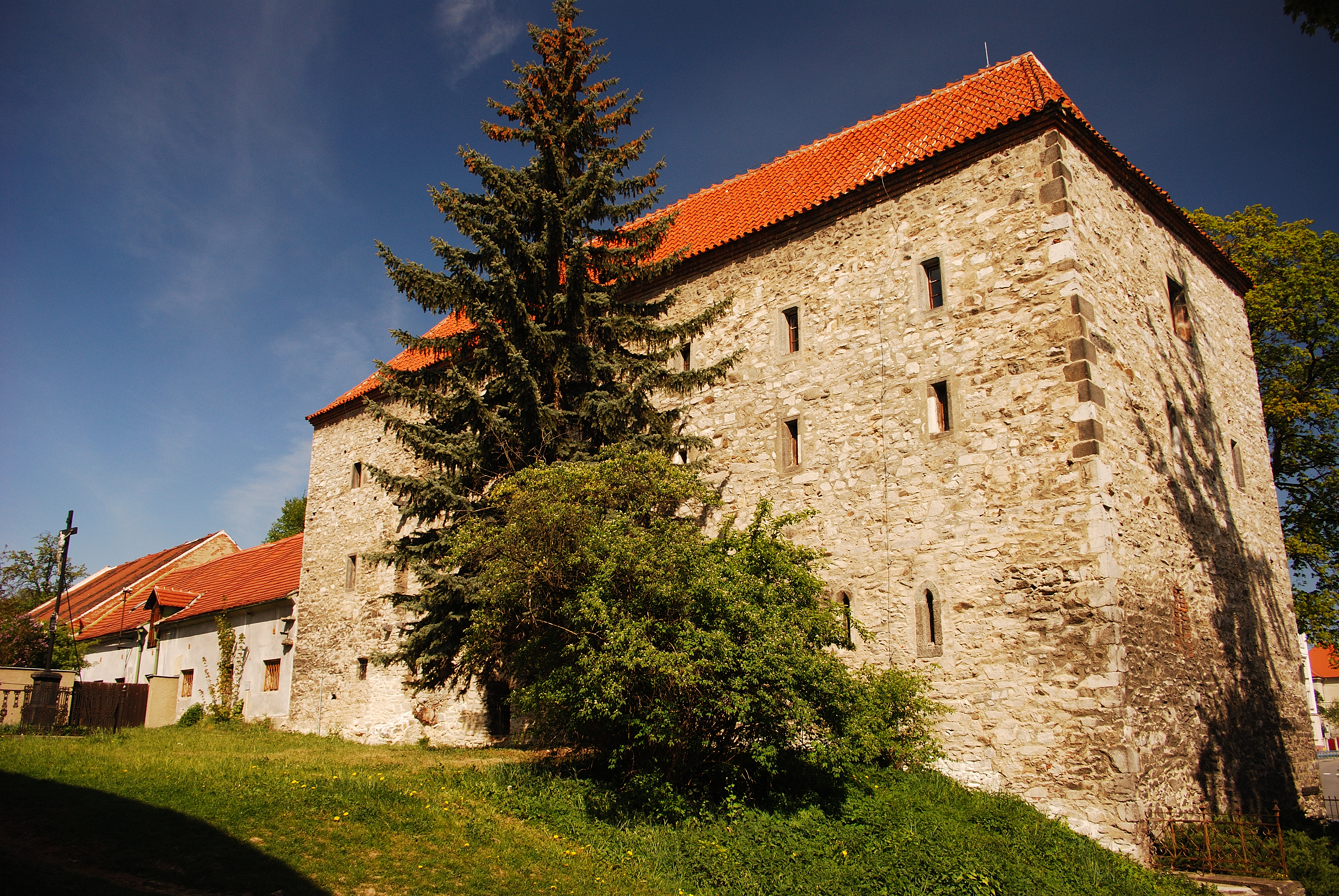
Wolinische Festung

- Rathaus, erbaut 1521–1529, mit Sgraffitifassade
- Mariensäule auf dem Markt, 1760 nach einem Pestausbruch errichtet
- Synagoge, erbaut 1838 bis 1840
- Jüdischer Friedhof, errichtet im 17. Jahrhundert

### Regelmäßige Veranstaltungen
- Koupák smack, 2-tägiges Musikfestival im Juni

## Söhne und Tochter des Ortes
- Christian Humpoletz (1712–1783), Zisterzienser, letzter Abt von Stift Baumgartenberg
- Jan Rubeš (1920–2009), Opernsänger der Stimmlage Bass und Schauspieler